# 熊本県道308号本渡港線
熊本県道308号本渡港線（くまもとけんどう308ごう ほんどこうせん）は、熊本県天草市を通る一般県道である。

## 概要
国道324号と本渡港を結ぶ。
この路線の県道案内標識は設置されていない。

### 路線データ
- 起点：熊本県天草市港町（本渡港ターミナル前）
- 終点：熊本県天草市栄町（港町交差点、国道324号交点、熊本県道24号本渡下田線起点）
- 距離：0.9 km

## 歴史
- 1969年（昭和44年）12月9日 - 路線認定。

## 地理

### 通過する自治体
- 天草市

### 交差する道路
| 交差する道路                     | 交差する場所 | 交差する場所      |
| -------------------------------- | ------------ | ----------------- |
| 熊本天草幹線道路（本渡道路）     | 港町         | 本渡港IC          |
| 国道324号 熊本県道24号本渡下田線 | 栄町         | 港町交差点 / 終点 |

### 沿線
- 本渡港